# تفاح رفيع الأوراق
تفاح رفيع الأوراق (الاسم العلمي:Malus angustifolia) هو نوع من النباتات يتبع جنس التفاح من الفصيلة الوردية.